# Лодзинская операция
Лодзинская операция или Лодзинское сражение — одно из сражений начального периода Первой мировой войны на Восточном фронте, шедшее 29 октября (11 ноября) — 11 (24) ноября 1914 года.

## Военно-стратегическая ситуация
После успешного завершения Варшавско-Ивангородской операции русское командование приступило к выработке плана дальнейших действий. Намечалось продолжить наступление с прежней целью: глубокое вторжение в пределы Германии. К участию в новой операции привлекались 2-я и 5-я армии Северо-Западного фронта (генерал от инфантерии Н. В. Рузский), а также 4-я и 9-я армии Юго-Западного фронта (генерал от артиллерии Н. И. Иванов). С севера, со стороны Восточной Пруссии, наступление должны были своими активными действиями обеспечивать 10-я армия (генерал от инфантерии Ф. В. Сиверс) и части 1-й [генерал от кавалерии П. К. фон Ренненкампф], а с юга – 3-я (генерал от инфантерии Р. Д. Радко-Дмитриев) и 8-я (генерал от кавалерии А. А. Брусилов) армии в направлении Карпат. 11-я русская армия генерала от инфантерии А.Н. Селиванова имела задачу продолжать блокаду Перемышля. Начало наступательной операции было назначено на 1 (14) ноября. 
Угроза вторжения в восточные районы Германии (Силезия и Познань) вынудила главнокомандующего германским Восточным фронтом (создан 19 октября 1914 г.) генерал-фельдмаршала П. Гинденбурга принять срочные меры по срыву русского плана, который стал известен его штабу из незашифрованных и перехваченных радиограмм русской ставки. Гинденбург и его начальник штаба Людендорф решили нанести внезапный и мощный удар во фланг и тыл действующим на левом берегу Вислы русским войскам с последующим окружением и уничтожением их 2-й и 5-й армий. С этой целью в конце октября ядро германской группировки – 9-я армия под командованием генерал-полковника А. фон Макензена (5,5 корпусов и 5 кавалерийских дивизий, всего 155 тысяч человек, 450 пулеметов и 900 орудий) – скрытно была переброшена к северу, в район юго-западнее Торна (Торунь), где усилилась частью войск 8-й армии (генерал от артиллерии Р. фон Шуберт).
3-й германский кавалерийский корпус, корпуса «Бреслау» и «Позен» («Познань»), группа войск генерала Войрша (гвардейский резервный корпус и 2 пехотные дивизии) и 2-я австро-венгерская армия должны были сдержать наступление русских войск с фронта и сковать их.
В то время, когда Гинденбург производил подготовку сильного удара во фланг и тыл 2-й и 5-й русских армий, не подозревавшее об этом российское командование готовило вторжение в Германию. Перегруппировка 9-й германской армии из района Ченстохова на север к Торну осталась для него нераскрытой, оно продолжало считать, что 9-я германская армия находится ещё в районе Ченстохова.
Германские войска:
- 9-я германская армия. 11, 17 и 20 армейские корпуса, 1 и 25 резервные корпуса, 1 и 3 кавалерийские корпуса, 3-я гвардейская резервная дивизия. 155 000 человек, 450 пулемётов, 960 орудий
- Корпуса Цастрова и Холлена 58 000 человек, 100 пулемётов, 120 орудий
- Корпус «Познань» 23 000 человек, 50 пулемётов, 95 орудий
- Корпус «Бреславль» 22 000 человек, 50 пулемётов, 170 орудий
- Корпус «Торн» 21 000 человек, 50 пулемётов, 95 орудий

Всего около 280 000 человек, 700 пулемётов, 1450 орудий.
Австро-венгерские войска:
- 2-я австро-венгерская армия (с 18 ноября).

Всего около 100 000 человек, 600 орудий.
Русские войска:
- 1-я армия. 4 корпуса: 1-й армейский, 5 и 6 сибирские корпуса, 1-й туркестанский корпус, 3½ кавалерийских дивизии. 123 500 человек, 200 пулемётов, 440 орудий. Командующий — П. К. Ренненкампф.
- 2-я армия. 2, 4, 23 армейские корпуса, 2 сибирский корпус. 4 кавалерийских дивизии. 158 500 человек, 350 пулемётов, 540 орудий. Командующий — С. М. Шейдеман.
- 5-я армия. 1, 5, 19 армейские корпуса, 1 сибирский корпус, 1½ кавалерийских дивизии. 85 000 человек, 190 пулемётов, 320 орудий. Командующий — П. А. Плеве.

Всего около 367 000 человек, 740 пулемётов, 1300 орудий.

## Ход сражения
11 ноября ударная группа 9-й германской армии перешла в наступление, нанося удар из района Торна на Кутно в стык 1-й и 2-й русской армий. К вечеру немцы вышли к позиции 5-го Сибирского корпуса (50-я и 79-я пехотные дивизии, командир корпуса генерал Сидорин) и остановились на ночь перед фронтом русских на линии Устроне, Петроков, Слесин, Година.
12 ноября с утра немцы атаковали русские позиции тремя пехотными и одним кавалерийским корпусами. Из-за растяжения походных колонн немцы вводили корпуса в бой по частям в течение дня.
С наступлением темноты командир 5-го Сибирского корпуса, узнав о задержке 6-го Сибирского корпуса, отправленного ему на помощь, на переправе у Плоцка, приказал войскам корпуса отойти на переход к юго-востоку вдоль Вислы, на фронт Н. Дунинов, Патрово, Рембов. К концу 13 ноября 5-й Сибирский корпус занял указанный ему фронт. Немцы, утомлённые боем 12 ноября, почти не преследовали русских.
13 ноября к Домбровице подошёл 2-й армейский корпус 2-й армии, посланный Шейдеманом в поддержку 5-го Сибирского корпуса, и вступил в бой с 17-м и 20-м германскими корпусами. В результате ожесточённого боя 14 ноября корпус отстоял свои позиции. Тяжелые бои 2-го армейского корпуса и 5-го Сибирского корпуса с 9-й немецкой армией, обладавшей тройным численным превосходством, продолжались и 15 ноября.
В боях под Кутно германские войска нанесли поражение русскому 2-му армейскому корпусу (генерал от инфантерии А. Е. Чурин), прикрывавшему правый фланг 2-й армии. Между 1-й и 2-й русскими армиями образовался 40-километровый разрыв, в который устремились войска немецкой 9-й армии. К 5 (18) ноября они вышли к реке Бзура, охватив 2-ю армию с севера, которая в результате заняла дугообразное расположение в районе Лодзи. 
С целью окружить и уничтожить оборонявшиеся в этом районе русские войска П. Гинденбург создал две ударные группы: генерала от инфантерии барона Р. фон Шеффера-Бояделя и генерала от кавалерии Р. фон Фроммеля. Первая группа (3 пехотных и 2 кавалерийских дивизии) получила задачу охватить 2-ю русскую армию с северо-востока и выйти ей в тыл, вторая (3-й кавалерийский корпус, корпуса «Познань» и «Бреславль») – нанести удар с запада. Обе группы должны были соединиться южнее Лодзи и замкнуть кольцо окружения вокруг русских 2-й и 5-й армий. Немцы оставили против Лодзи 1-й резервный корпус и направили ударные группы в брешь.
Чтобы сорвать замысел неприятеля, было решено войсками 5-й армии нанести встречный удар по группе Р. Фроммеля, а с целью разгрома группы Р. Шеффера-Бояделя ударом в её фланг и тыл в районе Ловича 1-й армией была сформирована ударная группа войск в общем составе около двух корпусов, под командованием генерал-лейтенанта В.А. Слюсаренко.
К 22 ноября германским войскам удалось окружить Лодзь с запада, севера и востока. Однако для того, чтобы сжать кольцо вокруг Лодзи, сил у них было явно недостаточно. Вскоре вклинившаяся в русские позиции немецкая ударная группа сама оказалась под угрозой окружения. С юга по ней нанесли удар подошедшие части 5-й армии Плеве, с запада — 2-я армия, а с востока — Ловичский отряд.
Вечером 22 ноября Шеффер получил приказ начать отступление. 23-24 ноября группа Шеффера, потеряв убитыми и пленными 70 % личного состава, из практически полного окружения прорвалась на север.

## Результаты
Лодзинская операция явилась одной из наиболее сложных и напряжённых операций манёвренного периода войны. Активные и решительные боевые действия сторон велись в ней на протяжении почти 40 суток, на фронте, доходившем до 240 км, и на глубину около 130 км. Эта операция характерна крупными перегруппировками войск как при подготовке, так и в ходе её ведения, глубокими взаимными обходами и окружением обходящих сил германцев, встречными боями и сражениями, прорывом противником русского фронта на одном узком участке с последующим развитием достигнутого успеха в глубину на стыке двух армий, эффективной обороной русских войск, их стойкостью в отражении ударов превосходящих сил неприятеля.
Попытки П. Гинденбурга окружить и уничтожить группировку русских войск в районе Лодзи не увенчались успехом, его замысел обернулся для германской 9-й армии крупным поражением. В то же время и русские не воспользовались предоставленной им возможностью для уничтожения окруженной вражеской группировки.
Хотя германский план окружения 2-й и 5-й русских армий провалился, но и планировавшееся русское наступление вглубь Германии было сорвано.
Операция так же имела большое влияние на Западном фронте, благодаря усилиям русских войск союзники смогли выдержать натиск у Ипра.
Известны официальные германские данные о потерях 9-й немецкой армии в этой операции: 4 685 человек убитыми, 10 100 пропавшими без вести, 20 314 ранеными и 20 747 человек заболевшими. В ходе операции погибли 4 германских генерала.